# Газазян, Корюн Александрович
Корюн Александрович Газазян   (арм. Կորիւն Ղազազեանը 1892— после 1936) —  член  ЦК партии Дашнакцутюн и Всероссийского учредительного собрания. 

## Биография
Сын врача Александра Абраамовича Газазяна из Ахалцихе. 
С 1909 года находился под полицейским надзором, как член партии «Дашнакцутюн».
В биографии 1917 года сказано, что учился в Санкт-Петербургском университете, в биографической справке 1935 года указано, что имел высшее образование. 
В ноябре 1917 года  избран в Учредительное собрание по Закавказскому избирательному округу по списку № 4 (партия "Дашнакцутюн") в Тифлисе.
Вошёл в состав Закавказского сейма, а также в Армянский национальный совет, включавший 15 человек, из них шестеро членов Дашнакцутюн (Аветис Агаронян, Авраам Гулханданян, Рубен Тер-Минасян, Хачатур Карчикян, Никол Агбалян, Корюн Газазян), два эсера (Оганес Тер-Оганян, Левон Атабекян), одного представителя партии «Гнчак» (Газар Тер-Казарян), одного меньшевика (Арамаис Ерзнкян), двух представителей Армянской народной партии (Самсон Арутюнян, Арутюн Айвазян) и трёх беспартийных (Тигран Бекзадян, Степан Мамиконян, Петрос Закарян).
В рамках операции «Немезис» участвовал в подготовке убийства Джемаля-паши. Два члена грузинского ЦК партии Дашнакцутюн - Корюн Газазян и Тигран Аветисян в условиях строгой конспирации организовывали встречи с людьми, знавшими Джемаля, и через целую сеть наружного наблюдения следили за его перемещениями и встречами.
Из протоколов допросов Арташеса Геворгяна за 31 декабря 1936  и 22 января 1937 следует, что в 1922 году Корюн Газазян, Тигран Аветисян и Степан Цагикян (все члены ЦК партии Дашнакцутюн) были арестованы. После их ареста, соучастник теракта, Петрос Тер-Погосян, сообщил Геворгяну, что убийство Джемаля-паши было осуществлено по их решению.
По одним данным К. Газазян после советизации Армении был выслан вместе с матерью и сестрой в Томскую область. Однако Арташес Геворгян свидетельствовал, что 1923 году Газазян вместе с другими членами ЦК Дашнакцутюн был в ссылке в Кадиевке на Донбассе. Вероятно, в Томскую область он был сослан оттуда, а не прямо из Закавказья.
В 1926 находился в ссылке в дер. Брагино Каргасокского сельсовета одноимённого района. 23 апреля 1926 года осужден ОСО при Коллегии ОГПУ к 3 годам ссылки в с. Колпашево с зачетом срока с 16 апреля 1926 года. Постановлением ЦИК СССР от 2 ноября 1927 года об амнистии в ознаменовании 10-й годовщины Октябрьской революции срок ссылки сокращен на 1/3.
В 1935 году, находясь в ссылке в селе Александровском Александровского района Томской области, работал помощником бухгалтера Александровской конторы Сибпушнины.  10 августа 1935 года арестован НКВД. 15 января 1936 года по обвинению в контр-революционной деятельности приговорён к 3 годам ИТЛ. По этому делу реабилитирован 30 июня 1989 года (посмертно).

## Семья
- Жена — Евгинэ Мовсесовна Барсегян[арм.] (1896—1974), родом из Шемахи, актрисса, сценический псевдоним Евгения Себар, выпускница армянской театральной студии Левона Калантаряна в Тифлисе, второй муж — Погос Макинцян[1]
- Сестра — ?[1]